# Sarcophaga chrysotelus
Sarcophaga chrysotelus là một loài ruồi trong họ Tachinidae.